# Air vice-marshal (Australie)
L'air vice-marshal (en abrégé AVM ) est le troisième plus haut grade d’active de la Royal Australian Air Force. Il a été créé comme un équivalent direct du grade d'air vice-marshal de la Royal Air Force britannique. Il est également considéré comme un grade à deux étoiles. L'Australian Air Corps a adopté le système de grades de la RAF le 9 novembre 1920 et cet usage a été poursuivi par son successeur, la Royal Australian Air Force.
L'air vice-marshal est un grade supérieur à celui d'air commodore et inférieur à celui d'air marshal. L'air vice-marshal est l'équivalent du rear admiral dans la Royal Australian Navy et du major general dans l'armée de terre australienne.
L'insigne est constitué d'une bande bleu clair (sur une bande noire légèrement plus large) sur une bande bleu clair sur une large bande noire.
Le grade équivalent dans la Women's Auxiliary Australian Air Force était celui d'air chief commandant.